# Borova
Borova (în ucraineană Борова) este o așezare de tip urban din raionul Fastiv, regiunea Kiev, Ucraina. În afara localității principale, nu cuprinde și alte sate.

## Demografie
Componența lingvistică a așezării de tip urban Borova
     Ucraineană (93,74%)
     Rusă (5,88%)
     Alte limbi (0,12%)
Conform recensământului din 2001, majoritatea populației așezării de tip urban Borova era vorbitoare de ucraineană (93,74%), existând în minoritate și vorbitori de rusă (5,88%).